# Bombardamenti di Zara
I bombardamenti di Zara durante la seconda guerra mondiale ad opera delle forze aeree Alleate causarono la quasi totale distruzione della città, exclave italiana in Dalmazia dai tempi del trattato di Rapallo del novembre del 1920 e in seguito assegnata alla Repubblica Socialista Federale di Jugoslavia dal trattato di pace del 1947. Il numero ingente dei bombardamenti e delle vittime non è stato finora quantificato in modo univoco, e le ragioni strategiche delle ripetute azioni aeree alleate contro la città, a cui seguì l'esodo pressoché totale della popolazione autoctona italiana, sono state oggetto di interpretazioni storiografiche spesso divergenti.

## Contesto storico
Al tempo dell'attacco delle forze dell'Asse alla Jugoslavia (6 aprile 1941), Zara era la novantaquattresima provincia italiana, la più piccola per territorio (52 km² Zara e il suo circondario, 58 km² l'isola di Lagosta, nel sud della Dalmazia) e per numero di abitanti (22.000 più 1.700).
Circondata completamente dai territori jugoslavi, l'antica capitale del Regno di Dalmazia all'interno dell'Impero austro-ungarico aveva assunto una fortissima valenza simbolica: da un lato, era divenuta un preteso «faro della latinità nel mare slavo» (come si diceva in Italia a quel tempo), perenne monito per il resto della Dalmazia considerata "irredenta"; dall'altro una spina nel fianco per il neonato Regno dei Serbi, Croati e Sloveni (in seguito divenuto Regno di Jugoslavia), che nelle sue componenti nazionaliste, e segnatamente tra i croati, la considerava un territorio slavo sottratto con la forza, unitamente all'Istria, a Fiume e ai territori considerati sloveni, compresa la città di Trieste. Zara fu quindi uno dei cardini della contesa adriatica.

### La campagna di Jugoslavia
Il 6 aprile 1941 le forze armate tedesche, assieme a quelle italiane e ungheresi, scatenarono l'attacco alla Jugoslavia, che, lacerata da profondi e precedenti conflitti interni, con la conseguente defezione di gran parte dei militari croati, crollò in nove giorni: la richiesta di pace venne avanzata il 15 aprile e la resa venne firmata il 17. Durante questi nove giorni Zara subì tre bombardamenti, con effetti limitati. Le incursioni ebbero luogo il 9 aprile: poco dopo l'alba tre apparecchi jugoslavi bombardarono la città sganciando una ventina di bombe e causando lievi danni e sei feriti fra la popolazione; alle 11:00 tre biplani jugoslavi lanciarono bombe in varie zone della città, colpendo fra l'altro il deposito di munizioni allestito nel Bosco dei Pini, all'aperto; alle 14:30 la più violenta incursione: tre apparecchi jugoslavi bombardarono la città, causando gravi danni a una decina di edifici. Si contarono «alcuni morti fra la popolazione».
La successiva spartizione della Jugoslavia previde per Zara un rango di rilievo all'interno di quella parte della Dalmazia annessa al Regno d'Italia: fu infatti il capoluogo amministrativo del Governatorato della Dalmazia, costituito dalle tre province di Zara stessa (con territorio di oltre 3.000 km² e 211.900 abitanti), Spalato e Cattaro.

### Zara dopo l'armistizio
L'8 settembre 1943 si diffuse per la Dalmazia la notizia dell'armistizio italiano. Questa colse la popolazione e le forze armate dislocate nella regione completamente di sorpresa, tanto che si registrarono perfino casi di arresto di persone che semplicemente avevano reso pubblica la notizia, con l'accusa di disfattismo.
La sera stessa il dittatore dello Stato Indipendente di Croazia, Ante Pavelić, proclamò l'annessione di tutte le conquiste territoriali italiane del 1941, nonché di Zara, di Fiume e dell'Istria. La difesa della Piazza di Zara era costituita all'epoca da due compagnie presidiarie di alpini (152ma e 343ma), una compagnia fucilieri del 292º fanteria, una batteria da 75/13, il gruppo contraereo della difesa territoriale, ma l'8 settembre arrivò in città da Spalato una parte del comando del XVIII Corpo d'armata (il comandante del Corpo - generale Umberto Spigo - era a Zara già del 3 settembre): assieme agli organici del comando divisione, fra Esercito, Marina, Aeronautica, Carabinieri, Guardia di Finanza, Milizia portuale, Forestale, servizi di commissariato, sussistenza e intendenza erano presenti in città e nelle immediate vicinanze circa seimila uomini, che andavano aumentando di ora in ora a causa dell'afflusso continuo di truppe dai presidi circostanti. Il comandante della Piazza di Zara era il comandante della 158ª Divisione fanteria "Zara", generale Carlo Viale, che cercò da un lato di rafforzare le difese cittadine per prevenire un atto di forza tedesco, dall'altro di entrare in contatto con i partigiani jugoslavi della zona, probabilmente su incarico di Spigo. Nella notte fra l'8 e il 9 settembre venne organizzato un incontro: i partigiani richiesero la cessione di armi e munizioni da parte italiana, ma Viale pretese che i partigiani così riarmati passassero agli ordini degli italiani. Questi rifiutarono e così nessun accordo venne raggiunto. Nelle stesse ore il comando tedesco diramò l'Ordine n. 1 - Per orientamento dell'Esercito durante l'occupazione della costa Adriatica, e così alle 15:00 del 10 settembre - mentre a Zara si assisteva a scene di ammutinamento e fuga di interi gruppi di militari italiani - senza che fosse opposta alcuna forma di resistenza entrarono in città i primi reparti tedeschi al comando del tenente colonnello Laumann e del maggiore Hans Teissl, appartenenti alla 114. Jäger-Division. Dopo un rude contatto fra ufficiali, i comandi italiani si arresero ai tedeschi, forti di circa 3000 uomini. Le truppe germaniche occuparono rapidamente la città, prevenendo i funzionari inviati da Zagabria che intendevano prendere il potere destituendo il locale prefetto italiano, il conte Alberto degli Alberti, per procedere poi ad insediare a nuovo prefetto di Zara l'avvocato Viktor Ramov (originario dell'Isola Lunga) e a sindaco il dr. Andrija Relja. La città fu quindi per quattordici mesi sotto occupazione militare tedesca, ma l'amministrazione civile rimase sempre quella italiana: il 2 novembre 1943 Vincenzo Serrentino - che il giorno stesso dell'occupazione tedesca aveva riaperto la federazione fascista di Zara, assieme a Mario Petronio - venne nominato Capo della Provincia (prefetto) dal prefetto di Trieste Bruno Coceani, a nome del governo della Repubblica Sociale Italiana.

## Cronologia dei bombardamenti

Elenco di 104 vittime identificate del bombardamento del 2 novembre 1943

### 2 novembre 1943
La città alla fine del 1943 era sulla direttrice dei bombardieri Alleati che partivano dall'Italia per colpire i Balcani e la Romania. Generalmente queste imponenti formazioni aeree passavano ad alta quota e non sempre l'allarme veniva suonato. La mattina del 2 novembre 1943, commemorazione dei Morti, decine di bombardieri sorvolarono la città; la cosa si ripeté alle 12:05, alle 13:30 e ancora una volta un'ora dopo.
Alle 20:07 una formazione di sei o otto aerei Boston A-20 del No. 18 Squadron RAF lanciò un carico di 24 bombe per un totale di 5,4 tonnellate su Zara, con obiettivo il porto (uno specchio d'acqua di circa 1.300 metri di lunghezza per 200 di larghezza), mancandolo per qualche decina di metri: le bombe colpirono il rione di Ceraria e la città, abbattendo fra l'altro lo storico Teatro Vecchio. Si contarono centosessantatré morti - fra i quali trentotto bambini, riparatisi in un rifugio antiaereo colpito da una bomba - e duecentosessanta feriti, oltre a decine di case distrutte o danneggiate.
L'effetto psicologico fu fortissimo: i zaratini erano completamente impreparati, convinti di non costituire un obiettivo militarmente rilevante.

### Il bombardamento del 28 novembre
La stampa locale pubblicò decine di articoli di ricostruzione degli eventi del 2 novembre: in prevalenza si riteneva che il bombardamento fosse stato un errore, un caso disgraziato non più ripetibile. Il giornale di Dalmazia (il principale quotidiano di Zara) stigmatizzò nel contempo gli allarmismi «con cui sono stati annunciati nuovi attacchi».
Alle 11:08 di domenica 28 novembre dodici B-25 Mitchell planarono non preceduti dall'allarme su Zara, seguiti in sequenza da un'altra ondata di dodici: sganciarono complessivamente 35 tonnellate di bombe su una superficie di poco più di un chilometro quadrato: l'abitato di Zara, il porto e i rioni di Barcagno e Ceraria.
Le distruzioni furono devastanti: il piroscafo Sebenico venne affondato, così come il traghetto Filippo Corridoni con una trentina di passeggeri a bordo; venne colpita la Colonia agricola industriale per orfani di guerra, con circa venti ragazzi schiacciati dalle macerie; altri morti nel Giardino Pubblico, alla Casa della ex-Gioventù Italiana del Littorio (GIL), al Palazzo del Tribunale, in viale Tommaseo e in Riva Nuova. Le fabbriche di maraschino Vlahov e Luxardo bruciarono per ore, così come la centrale elettrica che serviva la città.
I morti furono circa 150 ed oltre 200 i feriti. La città iniziò a svuotarsi: chi poteva si trasferì nell'entroterra o nelle isole, mentre a Zara la mancanza di corrente elettrica si accompagnò a difficoltà di approvvigionamento alimentare.

### I bombardamenti di dicembre

Il campanile del Duomo, l'abside della chiesa di San Grisogono e a destra i ruderi del Ginnasio-Liceo

Secondo le notizie tratte dal Summary dell'Air Staff Operational del comando americano si registrò una serie di attacchi nel mese di dicembre, alle date del 15, 16, 21, 22, 24, 27 e 30, alle volte ripetuti più di una volta nella stessa giornata. Nel diario di guerra del 340th Bombardment Group, facente parte del 57th Bomb Wing (USAF) di stanza in Puglia, si fa riferimento ad un'azione del 16 dicembre, durante la quale ventotto aerei americani attaccarono la città alle 14:00, scaricandovi più di sessanta tonnellate di bombe e colpendo navi, installazioni portuali, rive e magazzini.
Vengono gettate bombe di vario tipo, dalle dirompenti alle incendiarie, alternate a spezzonamenti e mitragliamenti a bassa quota: il contrasto della contraerea è limitato, e le incursioni si verificano sia di notte che di giorno.
In un rapporto del 20 dicembre, il prefetto Serrentino segnalò che il 40 per cento delle costruzioni era ridotto in macerie, e il 90 per cento delle restanti non era più abitabile. Erano stati colpiti la Banca Dalmata di Sconto, la canonica della chiesa ortodossa di Sant'Elia, il Seminario diocesano, l'edificio dell'Amministrazione provinciale, l'asilo delle Orfanelle, il Palazzo delle Poste, il Ginnasio-Liceo, quasi tutte le case del viale Tommaseo, della piazza delle Erbe, della calle dei Papuzzeri, della calle Larga, della calle Gabriele D'Annunzio, della calle San Rocco, della zona di Porta Catena. Risultarono distrutti, oltre a centinaia di abitazioni civili, il Cinema Nazionale, l'Istituto Magistrale, le case lungo calle Canova, il monastero e la chiesa di Santa Maria, il santuario della Madonna della Salute, il battistero del Duomo. Fu anche colpito il Teatro Verdi: il principale teatro di Zara.
Un caso particolare fu quello legato al piroscafo Mar Bianco, requisito dai tedeschi per utilizzarlo come nave da trasporto e rifugiatosi dal 7 dicembre a Zara. Secondo Abdulah Seferović, il tentativo di affondamento di questa nave impegnò gli aerei alleati in ben tre bombardamenti (16 e 30 dicembre 1943, 16 gennaio 1944) con 99 aerei utilizzati e oltre 200 tonnellate di bombe scaricate sul porto e sulla città.
Il 31 dicembre Serrentino scrisse al prefetto di Trieste Bruno Coceani: «Ti dico solamente che la città è distrutta (...). Cerco di far sgomberare i ricoveri (...) dai pochi rimasti e poi inibirò l'accesso alle rovine a chiunque».

### I bombardamenti da gennaio a marzo 1944

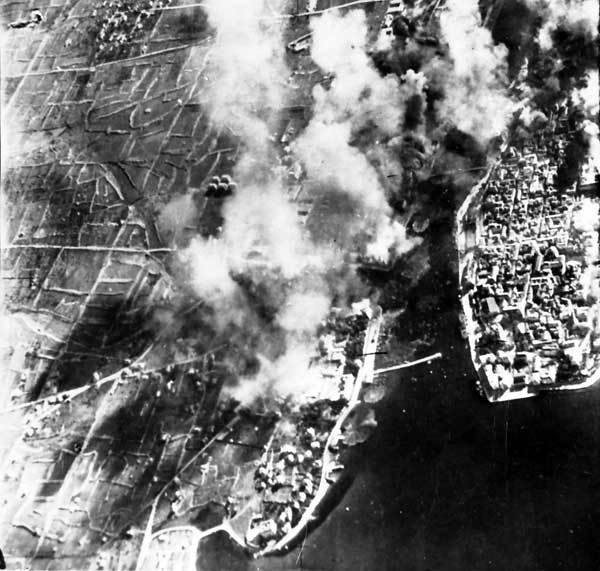
Bombardamenti alleati su Zara (1944)

Il primo bombardamento del nuovo anno ebbe luogo il 16 gennaio e colpì una città stremata e in buona parte abbandonata dalla sua popolazione: molti zaratini si erano rifugiati in ricoveri di fortuna nella campagna circostante. Gli incendi causati dalle bombe divamparono incontrastati, in assenza oramai di un corpo cittadino di vigili del fuoco. Il 22 gennaio venne ripetutamente colpita e distrutta dagli americani la nave laboratorio di Guglielmo Marconi Elettra, requisita dai tedeschi e alla fonda presso la località di Diclo.
Nei primi tre mesi del 1944, Zara subì un'altra serie di bombardamenti, che colpirono alle volte obiettivi già completamente distrutti. Si registrarono anche casi in cui la città venne prescelta come "obiettivo alternativo", come nel caso del bombardamento del 3 marzo: una trentina di Wellington diretti da Foggia verso l'interno della Croazia furono costretti ad invertire la rotta a causa delle avverse condizioni del tempo. Durante il volo di ritorno cinque aerei, appesantiti dal ghiaccio sulle ali, si liberarono del carico di bombe scaricandole a casaccio su Zara.
Un soldato tedesco scrivendo a casa segnalò: «Zara (...) era una bella città, ma ora i Tommies l'hanno rasa al suolo», mentre Pietro Luxardo, della famiglia proprietaria dell'omonima distilleria, affermò: «Non vi dico i saccheggi e le ruberie! Pazienza. Zara è oramai veramente distrutta».

### I bombardamenti da maggio ad ottobre 1944

Il piroscafo Sansego, affondato nel 1944, recuperato dagli jugoslavi nel 1946 e ribattezzato Kostrena, in una foto degli anni cinquanta

Dopo il bombardamento del 3 marzo, per oltre due mesi la città conobbe un periodo di relativa calma, interrotta da alcune incursioni di lieve entità.
Il 26 maggio venne colpito al largo di Lussinpiccolo il piroscafo Sansego, unico collegamento civile fra Zara e Trieste dal settembre del 1943. Il Sansego aveva sbarcato a Trieste in meno di un anno circa cinquemila zaratini che fuggivano dalla città: un lento ma costante stillicidio che prefigurava quello che sarebbe stato l'esodo quasi totale della popolazione italiana di Zara nel dopoguerra. A partire da questa data, Zara fu quasi completamente isolata: unici anelli di collegamento con l'Italia restarono l'aereo postale tedesco e le maone militari, di norma vietate ai civili, più qualche rara motozattera o veliero a motore che di tanto in tanto si azzardavano a toccare il porto zaratino.
Il 14 giugno nuovo bombardamento, poi un'altra pausa fino al 19 agosto, ma questi bombardamenti non avevano più la violenza dei precedenti, sembrando concentrati su singoli obiettivi e non colpendo più a tappeto. Secondo una testimonianza di Serrentino, vi era comunque un «continuo, quasi giornaliero, passaggio (...) di molte e grossissime formazioni di bombardieri, a centinaia (...), ma qui non disturbano».
I primi due bombardamenti di settembre colpirono nuovamente quanto non era ancora crollato del centro: calle Larga, calle Santa Maria, calle dei Papuzzeri, calle Gabriele d'Annunzio, piazzetta San Rocco, Bastione Moro. Gli incendi divamparono per due giorni.
Il 1º ottobre i partigiani jugoslavi informarono il Comando della Balkan Air Force sulla presenza di due velieri tedeschi, che avrebbero sbarcato 700 militari a Zara: il giorno dopo, dodici Baltimore erano sopra la città, per colpire le località di Val Maistro, Barcagno, Val di Bora e nuovamente il porto. Il 4 tornarono in ventuno (undici Baltimore e dieci Ventura), scaricando oltre 20 tonnellate di bombe.
L'ultimo grande bombardamento di Zara ebbe luogo il 9 ottobre, con sei o sette incursioni successive dalle prime ore del mattino fino alle 16:00. L'obiettivo era ancora una volta il porto, ma vennero colpiti Barcagno, Cereria, Val de' Ghisi, la zona dello stadio con la casa della GIL, il parco Regina Elena.
La fine di ottobre registrò nuovamente incursioni, in data 25 e 28 e 30. Proprio il 28, il prefetto Coceani da Trieste ritrasmise a Zara il telegramma con cui il ministero dell'Interno di Salò ordinava al capo della Provincia Serrentino di abbandonare la città: questi s'imbarcò il giorno successivo per Fiume su una torpediniera tedesca, giungendo infine a Trieste il 2 novembre. Nella notte fra il 30 e il 31, con quattordici mezzi scortati da due natanti armati, partì per Sebenico anche la guarnigione tedesca.
A rappresentare le autorità cittadine rimanevano a Zara il viceprefetto Giacomo Vuxani, il capo di gabinetto della prefettura Vincenzo Fiengo, il maggiore dei carabinieri Raffaele Trafficante col tenente Ignazio Terranova, più una novantina di carabinieri, una trentina di Agenti di Pubblica Sicurezza e sessanta militari del battaglione dei lavoratori.

### L'arrivo dei partigiani e gli ultimi bombardamenti
Alle 09:00 del 31 ottobre, i primi partigiani iniziarono ad avvicinarsi alla città, ma alle 09:30 inaspettatamente iniziò un bombardamento: sei Baltimore e sei Ventura bombardarono indiscriminatamente, causando anche quattro morti fra i partigiani.
Alle 11:00 ebbe luogo un altro bombardamento, seguito alle 13:00 dall'ultimo che la città dovette subire. Secondo la testimonianza di don Giovanni Eleuterio Lovrovich, l'ultimo morto potrebbe essere stato il soldato Vincenzo Filloni di Roma, «trovato semisepolto accanto ad una fossa scavata dalle bombe».

## La resa della città e i processi

Pietro Luxardo (1892-1944)

Una delegazione cittadina, composta da Pellegrino Trafficante (maggiore dei carabinieri), Ignazio Terranova (tenente dei carabinieri), Giacomo Vuxani (viceprefetto), Vincenzo Fiengo (capo di gabinetto della prefettura di Zara), Pietro Luxardo (industriale), Pietro Relja, Tullio Kiswarday (funzionario della prefettura), Giuseppe Voltolini e don Mario Novak (parroco della chiesa di San Simeone), ricevette i comandanti partigiani nel tentativo di raggiungere un accordo sul trapasso dei poteri. Per gli jugoslavi questo fu l'ultimo tentativo della vecchia classe dirigente cittadina di mantenere una parziale influenza politica in città. Di Trafficante, Terranova, Fiengo, Luxardo, Kiswarday e Voltolini non si seppe più nulla. Secondo Oddone Talpo, Giovanni Eleuterio Lovrovich e Guido Rumici, essi sarebbero stati arrestati e liquidati nei giorni immediatamente successivi. Zlatko Begonja sostiene invece l’assenza di argomenti sufficientemente solidi per avvalorare in toto questa tesi. Sempre secondo Begonja, solo nel caso di Luxardo è possibile affermare con certezza che fu sottoposto a un’esecuzione sommaria perché al riguardo esistono documenti di fonte jugoslava non contraddittori, «prove indubbie della [sua] liquidazione». Vuxani - appartenente alla minoranza albanese di Borgo Erizzo (un sobborgo di Zara) - venne sottoposto a «durissimi interrogatori e inumani trattamenti», ma grazie a diverse testimonianze a suo favore dopo cinquantacinque giorni di prigione venne liberato dagli jugoslavi. Nel 1948 si trasferì in Italia. Con l'eccezione di Luxardo e della sua famiglia, i componenti della delegazione non risultano essere tra gli imputati dei processi che furono celebrati a cavallo tra il 1944 e il 1945 dai tribunali militari costituiti dagli jugoslavi. Durante questi processi furono irrogate 219 condanne, di cui 96 alla pena capitale e 123 a pene detentive. In tutti i casi, le accuse contestate consistevano nella collaborazione attiva o passiva con le forze occupanti italiane e successivamente tedesche, con le formazioni militari ustascia o più raramente con i cetnici. Si stima che 180 zaratini siano stati giustiziati dai partigiani e dai nuovi poteri popolari.

## Bilancio dei bombardamenti

Gli effetti dei bombardamenti in una delle vie principali di Zara

Il numero dei bombardamenti subiti da Zara è stato oggetto di molte discussioni: in generale, nel mondo della diaspora zaratina è invalso considerare che Zara venne distrutta da "54 bombardamenti", variamente classificabili, mentre la maggioranza degli studiosi croati si mantiene più strettamente a quanto è tecnicamente definibile come "bombardamento", limitando la zona al centro storico di Zara e ai due quartieri di Barcagno e Cereria, col risultato di ridurne il numero in modo diverso a seconda dello studioso: da un minimo di 26 a 32 bombardamenti, anche se secondo uno studio più recente i bombardamenti sarebbero stati 47. Il libro italiano più approfondito sul tema rappresenta uno schema riassuntivo secondo il quale i registri anglo-americani riportano 26 bombardamenti, ma «Zara ha subito 37 "azioni aeree" con sgancio di bombe secondo le testimonianze scritte nei diari di zaratini presenti in città. (...) Inoltre le stesse testimonianze segnalano altre 16 azioni aeree sul territorio immediatamente adiacente alla città».
Ricapitolando, sempre secondo questo studio italiano Zara e il circondario avrebbero subito 53 "azioni aeree" complessive, delle quali 26 sarebbero stati "bombardamenti" che colpirono la città, 11 furono invece azioni minori che comunque comportarono anche lo sganciamento di bombe, 16 furono i bombardamenti delle zone circostanti. In totale, il quantitativo di bombe che colpì la città fu di 521,5 tonnellate (456,5 registrato + 65,0 stimato). Il numero di 47 attacchi è invece sostenuto dallo storico croato Jurica Vučetić, con una quantità di bombe stimate fra le 460 e le 500 tonnellate. I 47 attacchi - secondo questo autore - sono stati eseguiti per 14 volte dagli americani (USAAF), per tre volte dai britannici (RAF), per tre volte dall'aviazione australiana (RAAF) e per dieci volte ciascuna dalle forze aeree sudafricane (SAAF) e greche (RHAF), mentre sette attacchi non sono attribuibili, allo stato attuale delle conoscenze. Oltre alle azioni aeree riuscite, nei registri dei vari comandi sono indicate anche delle missioni fallite: il 9 gennaio 1944 diciassette B-24 del 450° Bomb Group facente parte del 47º Stormo del 15° USAAF furono costretti a rinunciare a bombardare Zara quando - a 20 miglia dalla costa - si imbatterono in avverse condizioni atmosferiche.
Il numero dei morti è tuttora oggetto di discussione: le stime degli esuli vanno da 2.000 a 4.000, mentre sembra più ragionevole una stima che non supera le 2.000 vittime. Anche accettando la stima proposta da alcuni studiosi croati - un massimo di 1.000 vittime - è da rilevare che Zara fu una delle città italiane che soffrì il maggior numero di morti in percentuale sul totale della popolazione: circa il 10% dei residenti nella città storica e nelle frazioni immediatamente circostanti di Barcagno e Ceraria, secondo i dati del censimento del 1936.

### Tabelle riassuntive

#### Dallo studio di Oddone Talpo e Sergio Brcic
Il testo di Oddone e Talpo e Sergio Brcic riporta la seguente tabella riassuntiva, che enumera il numero dei bombardamenti indicati dai registri di volo anglo-americani:
| Data        | N. aerei e tipo    | T. bombe per aereo | Carico teorico | T. sganciate su Zara |
| ----------- | ------------------ | ------------------ | -------------- | -------------------- |
| 2 nov 1943  | 6 o 8 Boston       | 1,0                | 8,0            | 5,4                  |
| 28 nov 1943 | 24 Mitchell        | 1,6                | 38,4           | 35,0                 |
| 16 dic 1943 | 52 Mitchell        | 1,6                | 83,2           | 92,0                 |
| 16 dic 1943 | 9 Boston           | 1,0                | 9,0            | 2,6                  |
| 27 dic 1943 | 23 Mitchell        | 1,6                | 36,8           | 9,4                  |
| 30 dic 1943 | 24 Mitchell        | 1,6                | 38,4           | 39,0                 |
| 16 gen 1944 | 24 Liberator       | 5,8                | 139,2          | 53,6                 |
| 30 gen 1944 | 12 Kittyhawk       | 0,5                | 6,0            | 7,8                  |
| 16 feb 1944 | 24 Liberator       | 5,8                | 139,2          | 53,6                 |
| 22 feb 1944 | 38 Liberator       | 5,8                | 220,4          | 80,8                 |
| 23 feb 1944 | 39 Kittyhawk       | 0,5                | 19,5           | 15,2                 |
| 25 feb 1944 | 9 Flying Fortress  | 8,0                | 72,0           | 24,1                 |
| 25 feb 1944 | 11 Flying Fortress | 8,0                | 88,0           | 0,0                  |
| 3 mar 1944  | 27 Wellington      | 1,6                | 43,2           | 38,0                 |
| 17 set 1944 | 6 Ventura          | 1,25               | 7,5            | (*)                  |
| 17 set 1944 | 6 Baltimore        | 1,0                | 6,0            | (*)                  |
| 18 set 1944 | 6 Ventura          | 1,25               | 7,5            | (*)                  |
| 18 set 1944 | 6 Baltimore        | 1,0                | 6,0            | (*)                  |
| 2 ott 1944  | 12 Baltimore       | 1,0                | 12,0           | (*)                  |
| 4 ott 1944  | 11 Baltimore       | 1,0                | 11,0           | (*)                  |
| 4 ott 1944  | 10 Ventura         | 1,25               | 12,5           | (*)                  |
| 25 ott 1944 | 17 Ventura         | 1,25               | 21,25          | (*)                  |
| 28 ott 1944 | 6 Baltimore        | 1,0                | 6,0            | (*)                  |
| 28 ott 1944 | 6 Ventura          | 1,25               | 7,5            | (*)                  |
| 31 ott 1944 | 12 Ventura         | 1,25               | 15,0           | (*)                  |
| 31 ott 1944 | 18 Baltimore       | 1,0                | 18,0           | (*)                  |
| Totali      | ---                | ---                | 1071,55        | 521,5(**)            |

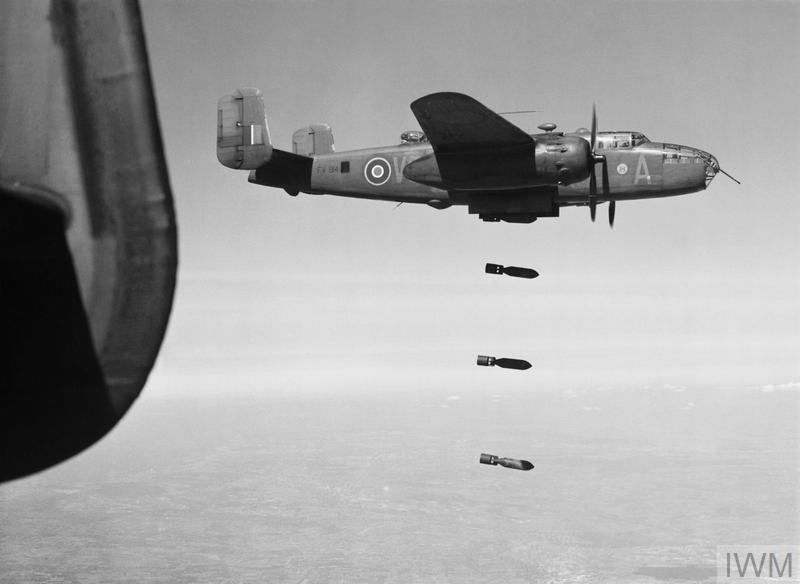
Un B-25 Mitchell

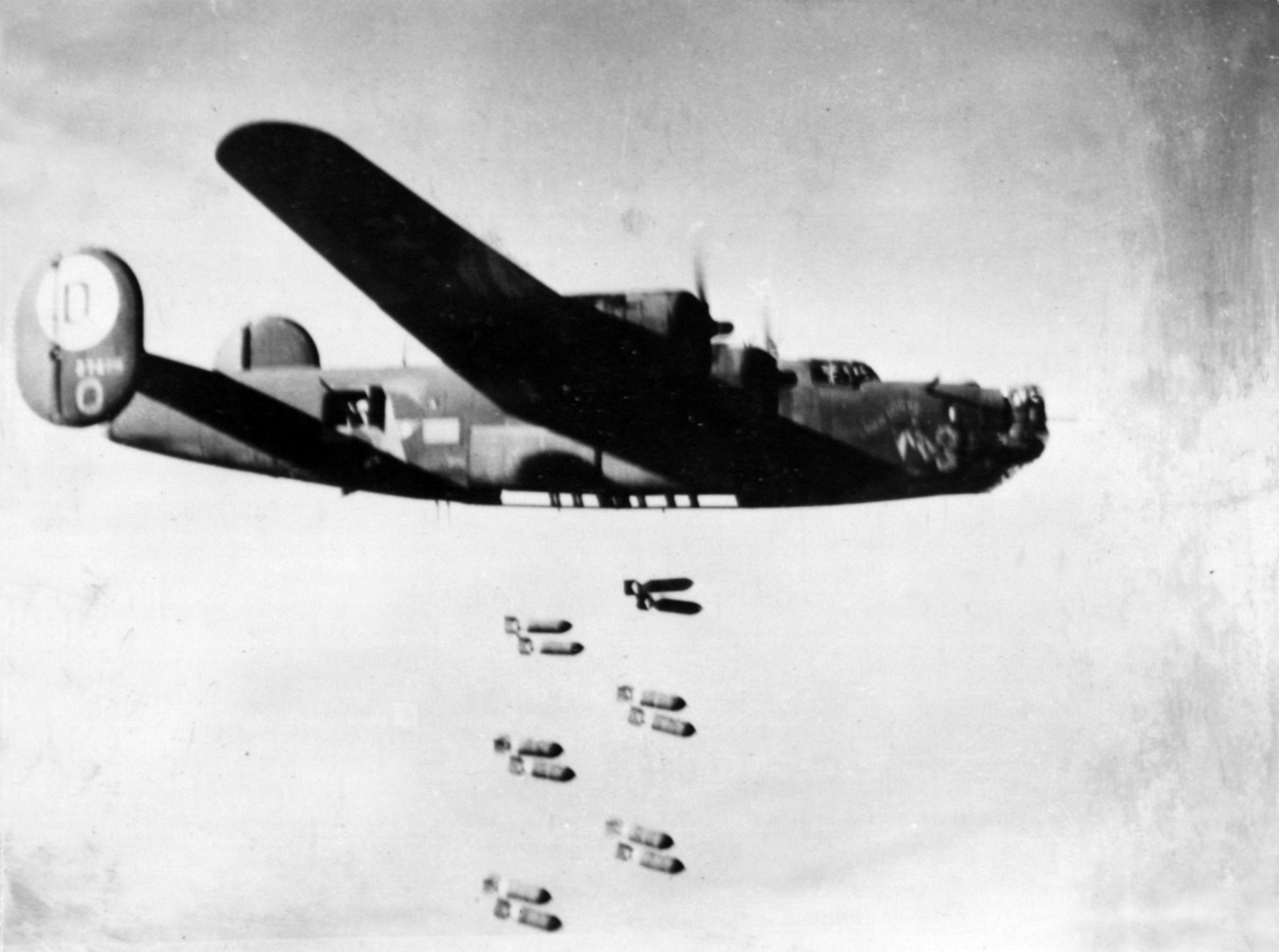
Un B-24 Liberator

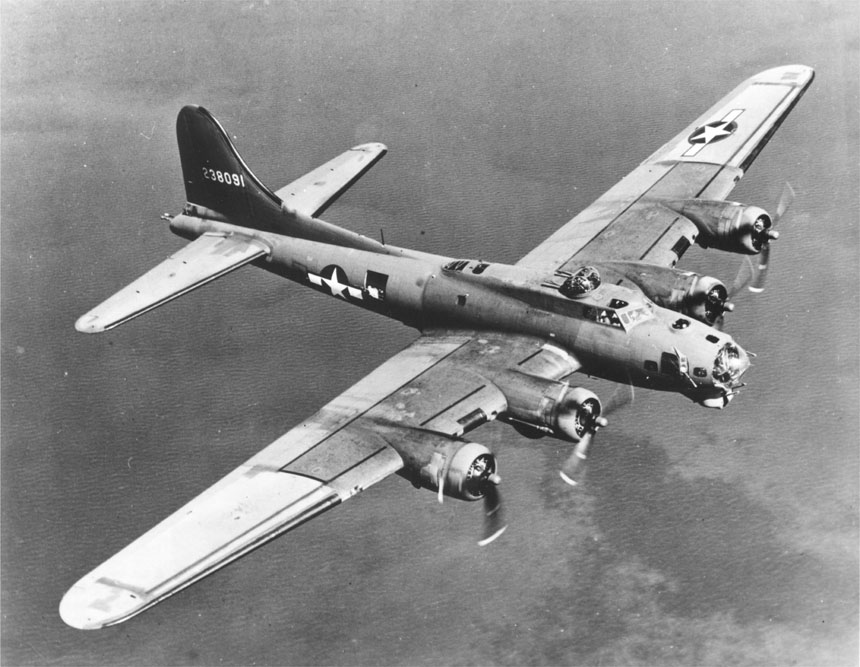
Un B-17 Flying Fortress

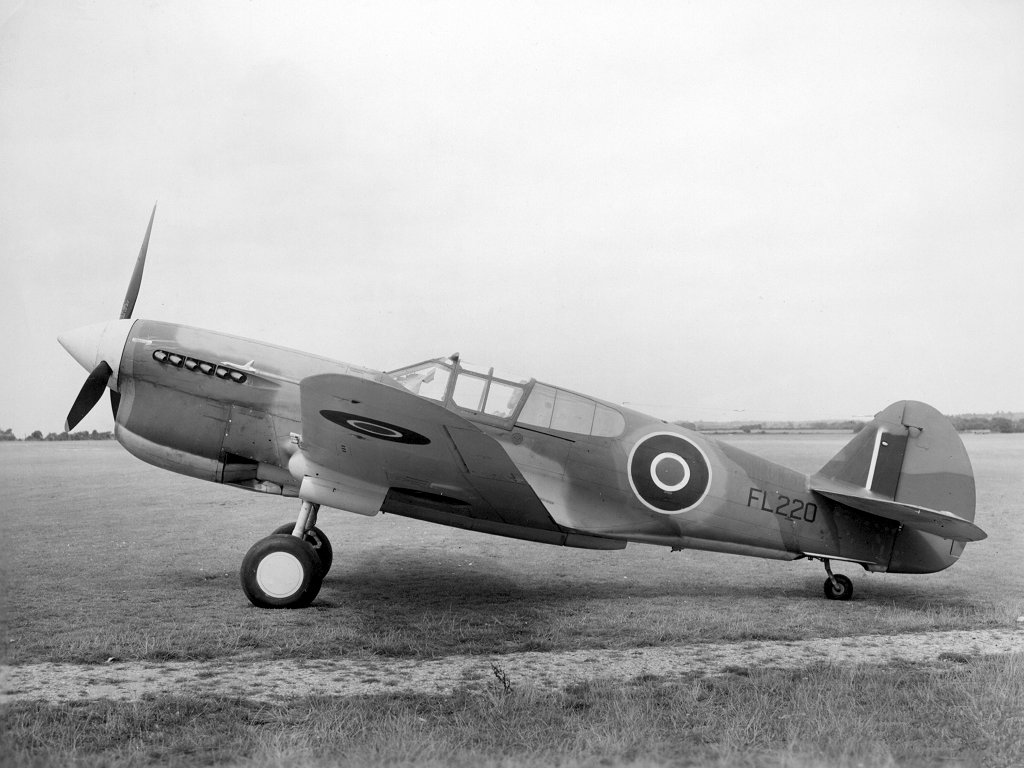
Un Kittyhawk Mk II

(*) = Quantità non indicata nei registri, e quindi stimata in percentuale

(**) = Totale dato dalla quantità indicata dai registri più quella stimata

#### Dagli articoli di Abdulah Seferović
La seguente tabella è tratta dai vari articoli di Abdulah Seferović, secondo il quale Zara fu distrutta da tre bombardamenti maggiori, subendo «numerosi altri attacchi, non importa quanti fossero, non degni di nota». Di conseguenza, questi ultimi non sono descritti dall'autore, che si limita a riportare i seguenti:
| Data         | N. aerei e tipo                | Numero bombe trasportate | Tonnellaggio bombe trasportate | T. sganciate su Zara | Note |
| ------------ | ------------------------------ | ------------------------ | ------------------------------ | -------------------- | --- |
| 2 nov 1943   | ND                             | ND                       | ND                             | ND                   | L'attacco non ha causato grandi distruzioni. Circa 160 morti.                                                 |
| 28 nov 1943  | 24 Mitchell                    | 168                      | 35,04                          | ND                   | |
| 8 dic 1943   | 35 Mitchell                    | 209                      | 47,02                          |                      | L'attacco non ebbe luogo causa maltempo. Le bombe furono sganciate su Pescara.                                |
| 16 dic 1943  | 51 Mitchell                    | ND                       | ND                             | 92                   | È stato il bombardamento più devastante della città.                                                          |
| 30 dic 1943  | 21 aerei non specificati       | 204                      | ND                             | ND                   | |
| 9 gen 1944   | Numero non definibile di aerei | ND                       | ND                             | ND                   | Dalle fonti non si capisce se l'attacco ebbe luogo.                                                           |
| 16 gen 1944  | Numero non definibile di aerei | ND                       | ND                             | 61,3                 | Dichiarato fra l'altro l'affondamento di tre navi.                                                            |
| 22 feb 1944  | 38 Liberator                   | ND                       | ND                             | 81                   | Dalle fonti pare che non tutti gli aerei impegnati bombardarono effettivamente Zara.                          |
| 25 feb 1944  | 20 Flying Fortress             | ND                       | ND                             | 24                   | I rapporti di volo permettono di stabilire solo in parte quante tonnellate di bombe furono scaricate su Zara. |
| 3 marzo 1944 | 27 Wellington                  | ND                       | ND                             | 38,75                | Zara è stata scelta come bersaglio alternativo, non potendosi bombardare Bihać.                               |

## Immagini prima e dopo

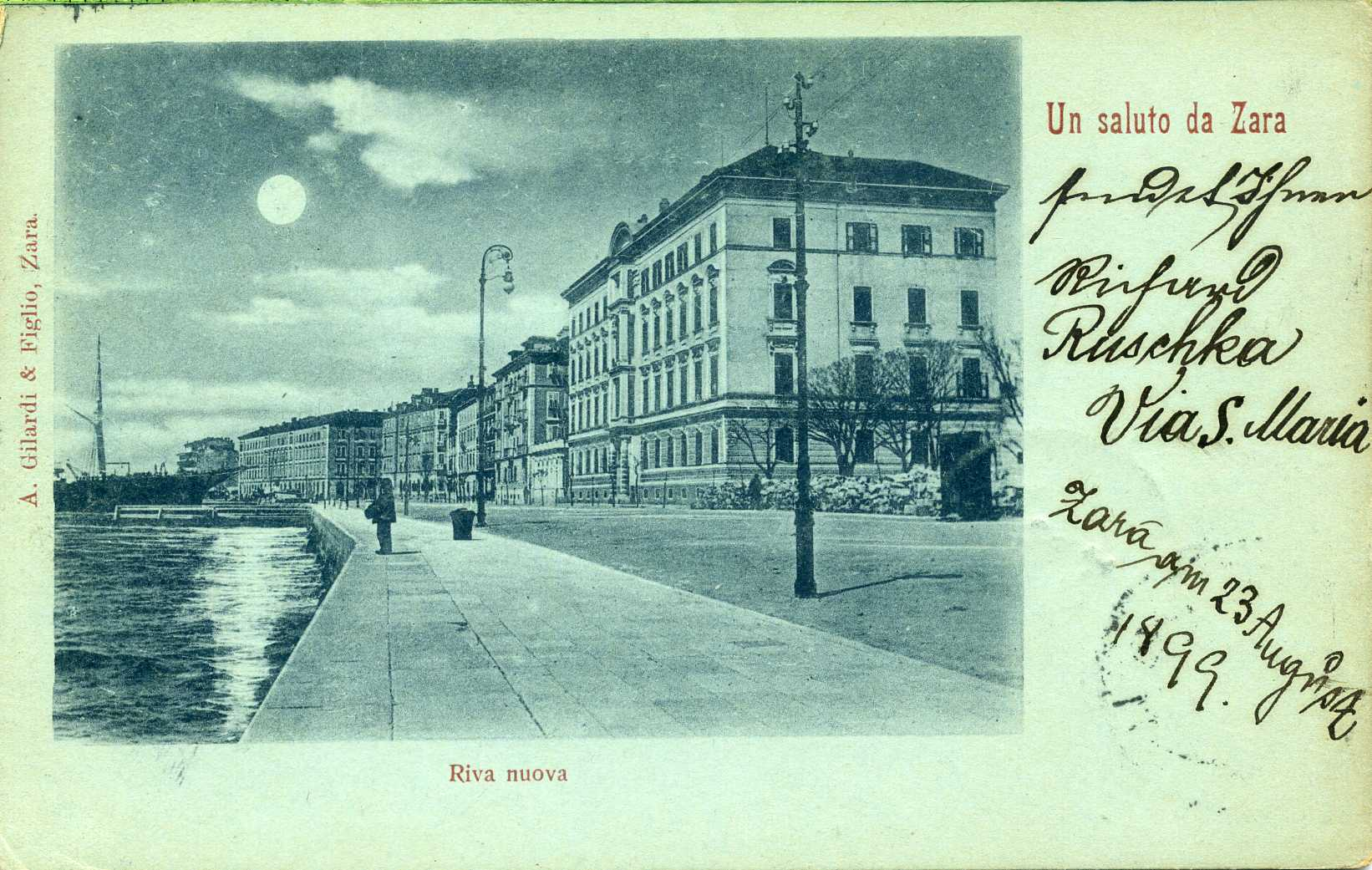
Il molo della Riva Nuova
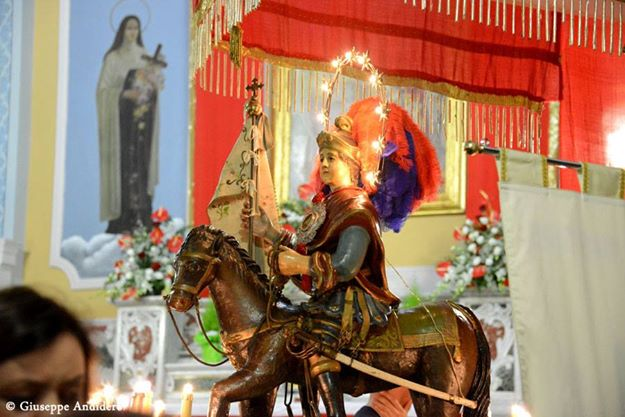
Il collegio di San Demetrio
Piazza Marina
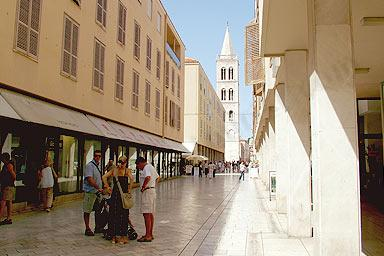

## Ipotesi sulle cause dei bombardamenti
La completa distruzione di Zara da parte degli Alleati ha indotto diverse interpretazioni sulle reali cause degli insistenti attacchi aerei. Come in altri casi di bombardamenti strategici durante la seconda guerra mondiale, il numero di vittime civili fu ingente, e i bombardamenti continuarono anche in assenza di obiettivi di interesse militare, o in seguito alla distruzione degli stessi.
Secondo l'ipotesi per la quale Zara sarebbe stata un rilevante obiettivo militare, i bombardamenti furono motivati dalle esigenze belliche alleate; d'altro canto, negli ambienti delle minoranze italiane e degli esuli dalmati, è radicata la tesi per cui la distruzione facesse parte di un piano preordinato da Tito per eliminare non solo la presenza italiana in città, ma anche il ricordo di tale presenza.
La radicalizzazione etnico-politica della tematica e la difficoltà di accesso alle fonti non hanno contribuito a una disamina dei fatti univoca, e permangono tuttora ipotesi differenti e marcate divergenze nella analisi storiografica dei fatti.

### Le pretese ragioni strategico-militari
Le ipotesi storiografiche sull'interessamento militare alleato nell'Adriatico orientale citano un pianificato sbarco fortemente voluto da Churchill (nel quadro dei piani per l'invasione dell'Europa continentale), in seguito abortito per la contrarietà dei comandi militari americani e di Tito. Un primo piano inerente alla creazione di una testa di ponte inglese in Dalmazia risale fin all'autunno del '43. L'individuazione di Zara quale obiettivo strategico risale all'Operazione Freestone, poi evolutasi nell'operazione Baffle con la creazione della Balkan Air Force. Secondo i piani a Zara doveva essere stabilito un campo di atterraggio alleato in grado di garantire un movimento di 200 cacciabombardieri per settimana, con sbarco di personale in due tranche prima di 2500 elementi addetti alla costruzione e al mantenimento del campo di atterraggio, a cui si sarebbero sommati altri 4500 in un secondo momento da impiegarsi in azioni militare per tagliare le linee di ritirata tedesche.
Un'ulteriore ipotesi sulla natura dei bombardamenti può essere ricondotta nel quadro della operazione alleata Bodyguard, un piano di depistaggio strategico ideato allo scopo di distogliere l'attenzione dalle operazioni Overlord e Anvil creando fittizie minacce di invasione in varie parti d'Europa. La sotto-operazione Zeppelin prevedeva di esercitare simili minacce specificatamente a Creta e nella Dalmazia settentrionale, come illustrato dallo studioso britannico Michael Howard (Raoul Pupo accredita tale ipotesi come la più probabile causa dei bombardamenti su Zara, pur rilevando l'assenza di un riferimento esplicito alla distruzione di Zara nel testo di Howard).
Per altri studi, l'attacco a Zara fu dovuto a ragioni militari più contingenti, quali la distruzione delle infrastrutture e degli impianti produttivi ubicati in prossimità del centro abitato.
Il quotidiano spalatino Slobodna Dalmacija pubblicò fra il 19 e il 25 ottobre 1984 una serie di articoli dello studioso zaratino Abdulah Seferović, dedicati alla storia dei bombardamenti di Zara, nei quali si sostiene che Zara, «attanagliata da una parte dalla lotta per l'Adriatico in collegamento col fronte italiano e con la Jugoslavia, e dall'altra con l'allargamento dell'offensiva aerea sull'Europa, diventò importante obiettivo [...] delle aviazioni militari inglesi ed americane». Successivamente, lo stesso autore approfondirà i suoi studi, giungendo alla conclusione che un vero lavoro puntuale e completo sulle fonti degli Alleati non è ancora stato completato.
Nel 2006 è stato pubblicato in Croazia il più ampio studio sulla questione: un'opera di circa 800 pagine a cura della sezione zaratina della Matica Hrvatska (una sorta di "Lega Nazionale" croata), basata sull'analisi di oltre 50.000 documenti di vari archivi, riprendente il tema trattato in una mostra organizzata presso il Museo Storico di Zara nel 2004. Secondo questo saggio, presentato espressamente come risposta alle insinuazioni sul diretto interesse jugoslavo alla distruzione della città, l'ipotesi principale sulle cause dei bombardamenti risiede nel fatto che il porto di Zara sarebbe potuto essere uno dei terminali di imbarco delle truppe tedesche in ritirata dai Balcani. Il motivo principale della distruzione quasi completa della città e delle morti dei civili sarebbe quindi da ascrivere a due fattori: da un lato alla scarsa precisione dei bombardieri dell'epoca, dall'altro alla vicinanza delle strutture portuali zaratine alla città. È da notare che i documenti alleati descrivono in maniera specifica gli obiettivi e i risultati di parte dei bombardamenti, dai quali risulta un chiaro interesse per l'eliminazione degli impianti industriali, ma soprattutto del traffico portuale zaratino, considerato un evidente pericolo per le operazioni che si svolgevano alle spalle della città.

### La teoria del bombardamento anti-italiano
Per decenni in Jugoslavia dell'argomento non si parlò: la presenza stessa di una componente italiana in Dalmazia era negata, secondo uno schema politico-propagandistico già presente all'epoca delle lotte nazionali della seconda metà del XIX secolo.
In anni recenti sono apparsi anche degli studi di autori croati più esplicitamente accusatori del regime comunista jugoslavo, che inquadrano le esecuzioni sommarie successive alla caduta di Zara in un processo più ampio di eliminazione indiscriminata di qualsiasi oppositore, vero o presunto, del costituendo regime. In questo ambito, sono state anche riportate le varie tesi riguardanti le motivazioni dei bombardamenti di Zara.
La tesi più fortemente accusatoria proviene tuttavia da parte italiana, ed è da molti storici considerata aprioristica e legata alla propaganda antislava,  arrivando ad attribuire allo stesso Tito un piano premeditato di distruzione della città di Zara in quanto unico centro a maggioranza italiana della costa orientale adriatica. Secondo questa tesi i partigiani jugoslavi avrebbero indirizzato con l'inganno i bombardieri angloamericani sulla città, al fine deliberato di causarne lo sfollamento. Essa è stata sviluppata soprattutto nel mondo degli esuli, venendo spesso presentata in modo declamatorio e apodittico.
Già durante gli ultimi mesi di guerra quest'idea era stata espressa dalla stampa della RSI, venendo ripresa anche dopo la fine del conflitto. I sostenitori di questa teoria citano la relazione su Zara dello Stato Maggiore del Regio Esercito di data 16 giugno 1945 in cui si affermava che i bombardamenti erano stati «provocati da Tito, più per cancellare le orme secolari d'italianità che per veri e propri scopi bellici» altre relazioni coeve di parte italiana, come ad esempio una relazione dei carabinieri su Zara di data 12 agosto 1946, non menzionano questa tesi riconducibile perlopiù ad «un'applicazione schematica di una categoria interpretativa che vede comunque lo "slavo" come minaccia costante per la "superiore" civiltà italiana».
Lo sforzo maggiore per ricostruire la tematica è stato comunque fatto in anni più recenti, anche se i contributi principali rimangono quasi sempre legati agli studiosi provenienti dal mondo della diaspora istriano/dalmata.
Secondo questa analisi, l'importanza bellica di Zara era completamente inesistente o comunque tale da non giustificare assolutamente i bombardamenti a tappeto. Si ritiene quindi che questi bombardamenti vennero richiesti direttamente dai partigiani. Sul punto, si cita a supporto un'intervista al generale Carlo Ravnich, già comandante del Gruppo Aosta in Montenegro, il quale dopo l'8 settembre 1943 combatté con i partigiani di Tito, comandando la divisione Garibaldi. Questi ricordò che il comando partigiano aveva domandato alla Garibaldi di inviare a Bari un messaggio, nel quale si chiedeva di bombardare Zara poiché «vi si stavano concentrando notevoli forze tedesche». Secondo il Ravnich, il radiomessaggio venne inviato in modo tale da non essere recepito «perché inserimmo un "codice" di quattro vocali che, predisposte in un certo modo, significavano: "Non date retta a questo fonogramma"».
Oddone Talpo e Sergio Brcic hanno pubblicato inoltre una riproduzione fotografica di un radiomessaggio alleato, privo di data di trasmissione e di ricezione (ma, secondo i due autori, databile a giugno 1944), nel quale si afferma che Tito avrebbe richiesto il bombardamento di Zara per colpire truppe in transito.
Lo storico Raoul Pupo, affermando l'esistenza di sollecitazioni jugoslave in tal senso, ha tuttavia espresso dubbi sulla reale influenza di queste richieste nella decisione alleata di bombardare la città.

## Le ricostruzioni del dopoguerra

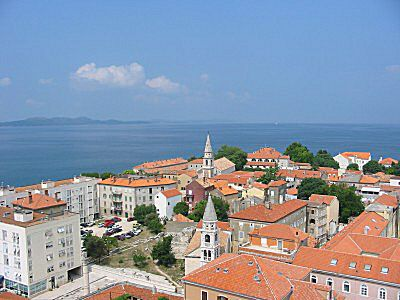
Veduta di Zara oggi

Fra gli edifici distrutti, le nuove autorità jugoslave si premurarono di ricostruire quasi esclusivamente le antiche e storiche chiese zaratine, mentre le macerie degli antichi palazzi vennero sgombrate e al loro posto furono innalzate delle nuove costruzioni. Gli esuli zaratini ritennero che tale criterio ricostruttivo fosse dovuto alla volontà di eliminare la memoria storica del carattere italiano della città; gli storici croati sostennero invece che a guidare le scelte urbanistiche e architettoniche dei nuovi amministratori jugoslavi di Zara fu la volontà di costruire degli edifici più moderni e saldi dei precedenti, unitamente ad una scelta stilistica influenzata dalle correnti architettoniche dell'epoca, che privilegiavano l'ex novo piuttosto che la copia dell'originale.
D'altro canto, la stampa jugoslava dell'epoca affermò che ogni traccia di un passato italiano egemonico a Zara doveva scomparire e piuttosto si sarebbero create testimonianze della cultura nazionale jugoslava. Le parole del poeta Vladimir Nazor, pronunciate nella Zara distrutta in un comizio del 27 marzo 1945, sottolinearono questa intenzione. Dopo aver denunciato il carattere borghese, conservatore e autonomista della popolazione di Zara, inneggiò alla rifondazione di una «nuova Zara, completamente croata», concludendo in questi termini: 
«Spazzeremo dal nostro territorio le pietre della torre nemica distrutta e le getteremo nel mare profondo dell'oblio. Al posto di Zara distrutta sorgerà una nuova Zara, che sarà la nostra vedetta sull'Adriatico».
In tempi più recenti, si è sviluppata a Zara una riflessione sulla città di un tempo, sulla memoria e sulla sua tradizione storico/culturale; il giornalista Enzo Bettiza, nato a Spalato e già studente a Zara, ha scritto:
«Zara dopo aver subito fin dal 1944, in riservata anteprima storica, l'onta di una distruzione non molto dissimile per ferocia e totalità da quella di Dresda, è stata poi definitivamente mutata dalla travolgente balcanizzazione etnica abbattutasi come un ultimo bombardamento aereo sulle sue macerie ancora fumanti».